# Troia
Troia är en stad och kommun i provinsen Foggia, i regionen Apulien i södra Italien. Kommunen hade 7 100 invånare (2017) och gränsar till kommunerna Biccari, Castelluccio dei Sauri, Castelluccio Valmaggiore, Celle di San Vito, Foggia, Lucera samt Orsara di Puglia. Troia ligger i närheten av den antika staden Aecae.